# The Lost Angel
The Lost Angel è un film del 2005 diretto da Dimitri Logothetis.
È un thriller statunitense e canadese con Alison Eastwood, Nicholas Celozzi, John Rhys-Davies, C. Thomas Howell e Judd Nelson. È incentrato sulle vicende della detective Billie Palmer (interpretata dalla Eastwood) che cerca di fermare un killer psicopatico che ha intenzione di uccidere la sorella.

## Produzione
Il film, diretto da Dimitri Logothetis su una sceneggiatura di Nicholas Celozzi e dello stesso Logothetis con il soggetto di Celozzi, fu prodotto da Celozzi, da Randy Charach e da Logothetis per la Elio Pictures, la 4 Square Productions Canada e la Synergy Movies e girato a Regina in Canada.

## Distribuzione
Il film fu distribuitoin DVD negli Stati Uniti dal 26 aprile 2005 con il titolo The Lost Angel.
Alcune delle uscite internazionali sono state:
- in Ungheria il 29 giugno 2005 (Bukott angyal, in DVD)
- in Islanda il 6 ottobre 2005 (in DVD)
- in Francia (The Lost Angel, in TV)

## Promozione
La tagline è: "A Serial Killer... With An Ancient Taste For Killing.".